# Вискяр
 Тази статия е за планината.  За едноименното село вижте Вискяр (село).  
Вискяр е планина в Западна България, на границата между Софийска и Пернишка област, част от Завалско-Планската планинска редица на Средногорието.
Планината е разположена между Бурелската котловина на север и Софийската котловина на североизток, а на юг склоновете ѝ постепенно потъват в Брезнишката котловина. На югозапад чрез Ярославската седловина (964 m) се свързва със Завалска планина, а на югоизток чрез Радуйската седловина (830 m) – с планината Люлин. Дължината ѝ от северозапад на югоизток е около 15 km, а максималната ѝ ширина е около 5 – 6 km.
Вискяр е ниска планина, с централен рид с плоско било и къси, силно разчленени склонове. Най-високата точка е връх Чеканска бука (1136 m), разположен на 4 – 5 km северно от село Брусник. Изградена е предимно от горнокредни андезити, пясъчници, туфи и туфити. Тя е слабо залесена – по североизточните ѝ склонове има малки широколистни гори от бук и дъб, а югозападните ѝ са обезлесени. По билото на планината преминава главният вододел на България между водосборните басейни на Черно и Егейско море. От нея водят началото си реките Габерска (ляв приток на Нишава) и Сливнишка (от басейна на Искър), а югозападните и южните и склонове се отводняват от малките, леви притоци на река Конска (десен приток на Струма).
В планината и по нейните склонове са разположени 1 град и 30 села.
- Софийска област – 18 села: Братушково, Бърложница, Горно село, Гургулят, Гълъбовци, Делян, Драготинци, Дреатин, Златуша, Начево, Пищане, Повалиръж, Радуловци, Ракита, Храбърско, Цацаровци, Чеканец и Ялботина;
- Област Перник – 1 град и 13 села: Арзан, Бабица, Брезник, Брусник, Вискяр, Гоз, Горни Романци, Долни Романци, Завала, Красава, Озърновци, Радуй, Расник и Ярославци.

В южната си част планината се пресича от два пътя от Държавната пътна мрежа:
- От град Брезник до село Златуша, на протежение от 13,2 km – участък от третокласен път № 638 Брезник – Златуша – Божурище.
- От село Гълъбовци до град Брезник, на протежение от 13,5 km – участък от третокласен път № 811 Беладие хан – Сливница – Брезник.

По югоизточното ѝ подножие, през Радуйската седловина преминава участък от трасето на жп линията Перник – Волуяк.

## Маршрути
- 1. София—гр. Банкя—с. Клисура—манастира „Св. Петка" (30 мин)*-вр. Форта (1 ч) – Радуйската седловина (2 ч)-вр. Бъзглав (2,30 ч) – манастира „Св. Петър" (3,20 ч); – вр. Вискярска могила (3,40 ч) – седловината Ушите (4 ч) * – .вр. Градище-вр. Шилева чука (4,30 ч) ---пътя Бабица-3латуша (5 ч) * --вр.Цървен (5,30 ч) – с. Гоз (6 ч) * – вр. Св. Илия (6,30 ч) – Арзанските пояти (7 ч) * – вр. Острило (7,30 ч), – вр. Попин чукар (8ч) – вр. Върха*, – вр. Плашивец (9 ч)! – вр. Мечи камък (10,15 ч) – превала – с. Ракита (11,30 ч)

## Върхове
| 1   | Чеканска бука    | 1136 |                      |  |
| 2   | Мечи камък       | 1077 | З от с.Ракита        |  |
| 3   | Калето           | 1053 | СИ от с.Вискяр       |  |
| 4   | Вискярска могила | 1048 | СЗ от с.Расник       |  |
| 5   | Колибе           | 1046 | СЗ от вр.Мечи камък  |  |
| 6   | Плашивец         | 1046 | С от с.Красава       |  |
| 7   | Шилева чука      | 1044 | И от с.Бабица        |  |
| 8   | Голу             | 1036 | Ю от вр.Калето       |  |
| 9   | Свети Никола     | 1030 | С от с.Брусник       |  |
| 10  | Забел            | 1018 | Ю от с.Пищане        |  |
| 11  | Криви камък      | 1015 | СЗ от с.Лагатор      |  |
| 12  | Човеча глава     | 1015 | Ю от с.Брусник       |  |
| 13  | Остри връх       | 1013 | Ю от с.Брусник       |  |
| 14  | Бурников рид     | 1010 | СЗ от вр.Плашивец    |  |
| 15  | Свети Илия       | 1010 | И от Минджина махала |  |
| 16  | Радош            | 998  | Ю от с.Лагатор       |  |
| 17  | Балчар           | 997  | И от с.Красава       |  |
| 18  | Свети Архангел   | 996  | И от с.Бабица        |  |
| 19  | Капрул           | 993  | И от с.Брусник       |  |
| 20  | Мали Плашивец    | 979  | С от вр.Плашивец     |  |
| 21  | Зимници          | 979  | ЮЗ от с.Делян        |  |
| 22  | Буковски връх    | 976  | ЮЗ от с.Делян        |  |
| 23  | Градище          | 966  | З от с.Красава       |  |
| 95  | Байчин кръст     | 758  | З от Брезник         |  |
| 96  | Тричков връх     | 755  | С от с.Храбърско     |  |
| 97  | Пърчовец         | 752  | З от с.Цацаровци     |  |
| 98  | Орляк            | 745  | З от с.Начево        |  |
| 99  | Гълъбов камък    | 741  | ЮИ от с.Братушково   |  |
| 100 | Китка            | 728  | З от с.Бърложница    |  |
| 101 | Камичък          | 686  | ЮЗ от с.Алдомировци  |  |

## Други
На Вискяр планина е наречена улица в квартал „Лозенец“ в София (Карта).

## Топографска карта
- Лист от карта K-34-46. Мащаб: 1 : 100 000.
- Лист от карта K-34-47. Мащаб: 1 : 100 000.